# Steatoda paykulliana
Steatoda paykulliana (Walckenaer, 1805) è un ragno appartenente alla famiglia Theridiidae.

## Distribuzione
La specie è stata reperita in diverse località dell'Europa e della regione che va dal Mediterraneo all'Asia centrale.

## Tassonomia
Non sono stati esaminati esemplari di questa specie dal 2011.
Attualmente, a dicembre 2013, è nota una sola sottospecie:
- Steatoda paykulliana obsoleta (Strand, 1908) - Etiopia